# Oswayo, Pennsylvania
Oswayo, Pennsylvania (енгл. Oswayo) град је у америчкој савезној држави Пенсилванија.

## Демографија
По попису из 2010. године број становника је 139, што је 20 (-12,6%) становника мање него 2000. године.
| Група             | 2000.       | 2010.       |
| Белци             | 158 (99,4%) | 135 (97,1%) |
| Афроамериканци    | 0 (0,0%)    | 0 (0,0%)    |
| Азијати           | 0 (0,0%)    | 0 (0,0%)    |
| Хиспаноамериканци | 0 (0,0%)    | 0 (0,0%)    |
| Укупно            | 159         | 139         |